# De pictura
De pictura (De la peinture) est un traité de peinture écrit en 1435 dans sa version latine, en 1436 dans sa version italienne par Leon Battista Alberti. Il sera imprimé pour la première fois en 1540 à Bâle sous la direction de Thomas Gechauff. C'est le premier opus de sa trilogie de traités des arts majeurs qui a été largement diffusée pendant la Renaissance, il fut suivi par De re aedificatoria (1454) et De statua (1462).
De pictura est le premier traité « humaniste  » et donc cultivé consacré à la peinture.

## Contenu
Dans le De Pictura Alberti développe pour la première fois les principes de la perspective linéaire qui vont révolutionner la peinture italienne de la Renaissance.
Il considère le tableau comme une fenêtre ouverte sur le réel et expose le procédé de l'intersecteur, qui consiste à interposer entre le peintre et l'objet ou le paysage à représenter un voile quadrillé extrêmement fin tendu sur un châssis et suffisamment translucide pour que le peintre puisse ensuite reporter sur son tableau ce qu'il y voit carreau par carreau.
Le modèle théorique est le suivant : une ligne part de l'œil du peintre-spectateur, traverse la toile et aboutit au point de fuite du tableau. Depuis l'œil comme depuis le point de fuite un faisceau de lignes divergent et se rencontrent à la surface du tableau. Le principe est la symétrie de ces deux faisceaux.

## Analyse
Bien qu'elle soit présentée comme absolument naturelle, par opposition avec les représentations symboliques, hiérarchiques du moyen âge, la perspective albertienne repose elle aussi sur une série de déformations : Alberti suppose au peintre comme au spectateur un seul œil. Il suppose également une hauteur donnée pour voir le tableau. En dehors de ces conditions idéales, la perspective est de fait déformée.
L'ouvrage est aussi une sorte de manifeste théorique en faveur d'une certaine peinture moderne, fondée sur la réflexion, la connaissance et le rigueur de l'analyse. Alberti estime que, pour un peintre, la plus grande œuvre possible consiste à peindre un groupe de personnages, une istoria. Le terme est ancien et traditionnel, mais Alberti lui donne un sens et un relief nouveau : l'istoria, composition de personnages, devient une scène où les personnages sont représentés en action et où les sentiments se communiquent dans leur diversité, leur vivacité et leur vraisemblance. Il fixe comme objectif suprême du peintre savant, l'image vivante et méditée de la « peinture d'histoire ».
De pictura est un traité particulier dont son lecteur est supposé être un humaniste qui connaitrait bien Euclide et serait disposé par lui-même à dessiner ou à peindre.

## Éditions
- De pictura, traduction française de Danielle Sonnier, Allia, 2019  (ISBN 979-10-304-1077-8)
- De Pictura, praestantissima et nunquam satis laudata arte, libri tres absolutissimi Leonis Baptistae de Albertis,... (Edidit Thomas Venatorius), Basileae, 1540 (notice Bnf n° FRBNF30007820).
- 1869 : traduction par Claudius Popelin sous le titre De la statue et de la Peinture, lire en ligne sur Gallica, (BNF 30007833).
- Leon Battista Alberti, De Pictura (1435) / De la Peinture, trad. Jean Louis Schefer, Paris, Macula, 1992, coll. La littérature artistique, 272 pages  (ISBN 978-2-86589-035-4).
- La Peinture, trad. Thomas Golsenne et Bertrand Prévost revue par Yves Hersant ; texte latin, version italienne, introduction et glossaire, Paris, Le Seuil, 2004, 300 p.  (ISBN 2-02-066203-5)